# Hippie Sabotage
Hippie Sabotage — электронный музыкальный дуэт из Сакраменто, США, образованный в 2005 году братьями Кевином и Джеффом Саурерами. Начав с инди-музыки, музыканты перешли к написанию хип-хоп-инструменталов. В дальнейшем дуэт развивал свое звучание, выработав собственный стиль. Последний мини-альбом Hippie Sabotage, озаглавленный Drifter, вышел в 2017 году. За свою карьеру музыканты сотрудничали с такими исполнителями, как Элли Голдинг, Туве Лу, Yukmouth, Azizi Gibson и другими.
В 2014 году дуэт достиг 1 позиции Billboard’s Next Big Sound.

## Дискография
Мини-альбомы
- Vacants — 2013
- The Sunny Album — 2014
- Johnny Long Chord — 2014
- Vibes — 2016
- Options — 2016
- Providence — 2016
- Devil Eyes — 2016
- Drifter — 2017
- Red Moon Rising — 2020
- Floating Palace — 2021